# 18 novembre 1984
Le dimanche 18 novembre 1984 est le 323e jour de l'année 1984.

## Naissances
- Anna Loerper, handballeuse allemande
- Aurelia Gliwski, mannequin australienne
- Deanna Bennett, pratiquante de MMA américaine
- Dominik Meichtry, nageur suisse
- Enar Jääger, joueur de football estonien
- François Bourque, skieur alpin canadien
- Guillaume Ribes, joueur de rugby
- Johnny Christ, bassiste américain
- Kamil Kreps, joueur de hockey sur glace tchèque
- Mamadou Keita, escrimeur sénégalais
- Nayantara, actrice indienne
- Nicolas Mirza, joueur de football français
- Nina Matsumoto, auteure de bande dessinée canadienne d'origine japonaise.
- Pierluigi Borghetti, footballeur italien
- Sabin Tambrea, acteur germano-roumain
- Takayuki Nakahara, footballeur japonais

## Décès
- Boutros el-Khoury (né en 1907), homme d’affaires, banquier et industriel libanais
- Kenneth Martin (né le 13 avril 1905), peintre et sculpteur britannique
- Osvaldo Fresedo (né le 5 mai 1897), musicien argentin
- Seth Adonkor (né le 30 octobre 1961), footballeur français

## Événements
- Début de l'olympiade d'échecs de 1984